# Liste des milliardaires du monde en 2009
Ceci est la liste des milliardaires du monde telle que publiée par le magazine américain Forbes pour l'année 2009. Ce magazine recense les milliardaires de la planète à l'exception des têtes couronnées (sauf si leur fortune est privée), et exprime leur fortune en milliards de dollars américains (l'unité retenue dans la suite du texte). 
À la suite de la crise financière de 2008, beaucoup de fortunes ont chuté, et ce classement s'en trouve donc changé. Une partie des fortunes russes et des pays émergents ont disparu. Bill Gates retrouve la première place malgré une perte de 18 milliards de dollars, il est suivi par Warren Buffett et de Carlos Slim  (qui tous deux accusent une perte de 25 milliards).
| Legende         | Legende                        |
| Icônes          | Description                    |
| --------------- | ------------------------------ |
| en stagnation   | Pas de changement depuis 2008. |
| en augmentation | En progrès depuis 2008.        |
| en diminution   | En recul depuis 2008.          |

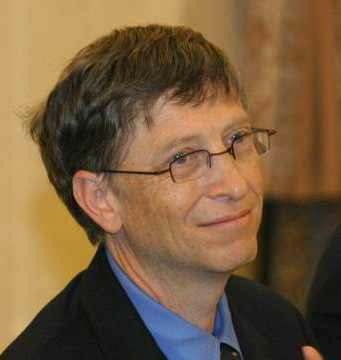
Bill Gates
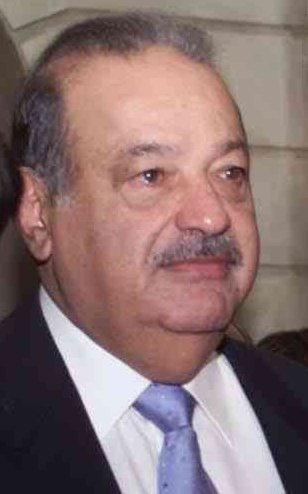
Carlos Slim Helú
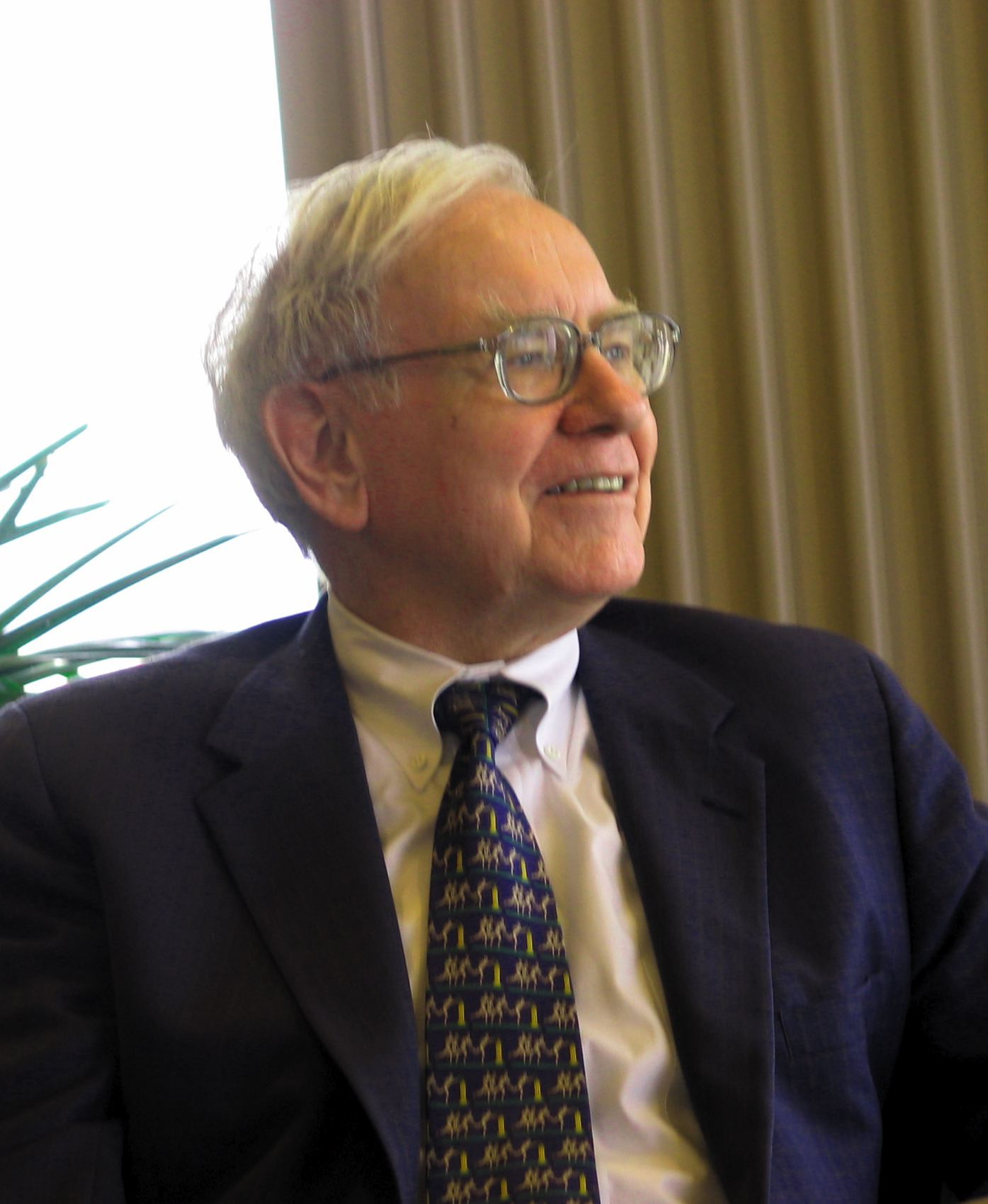
Warren Buffett
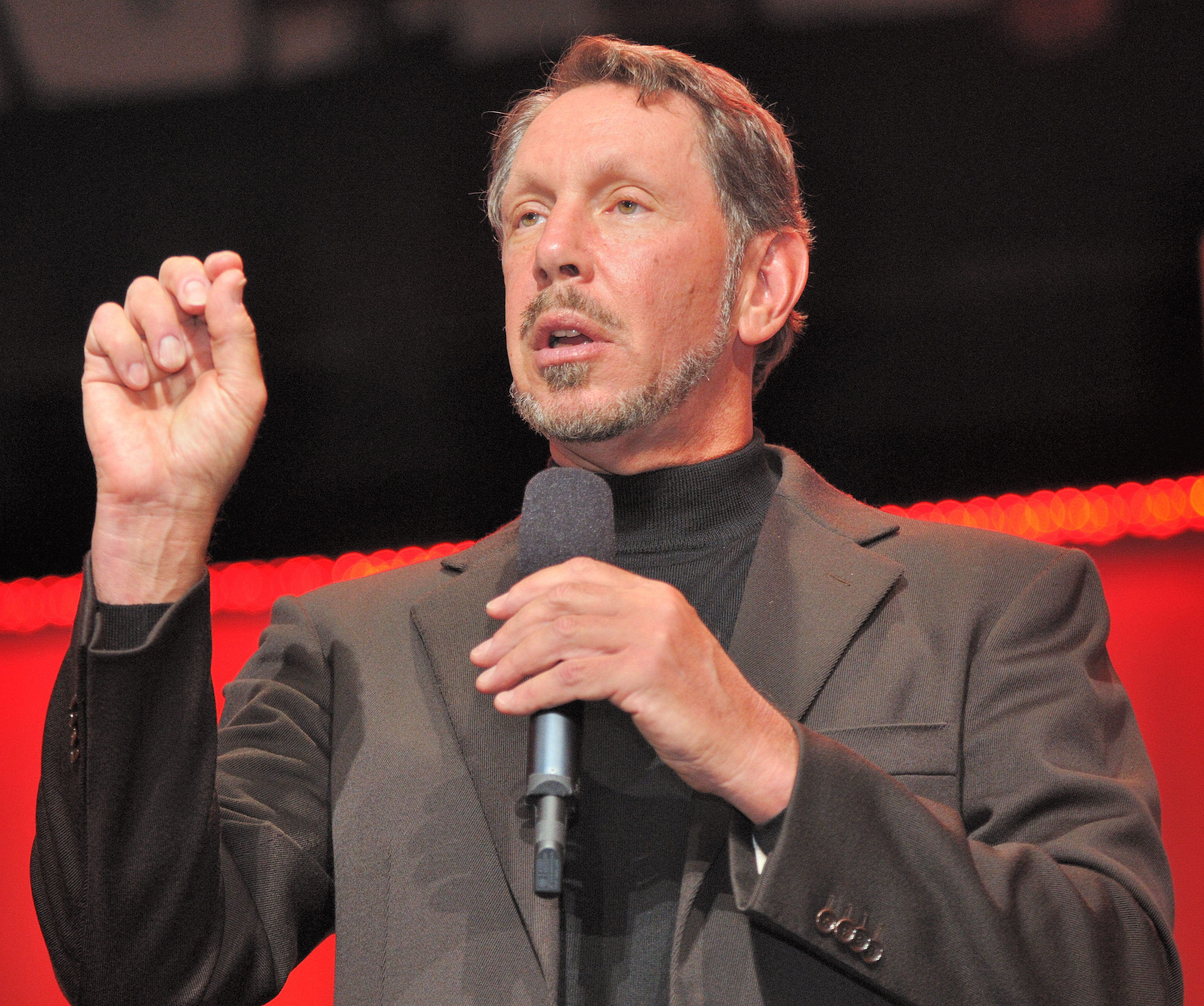
Lawrence Ellison
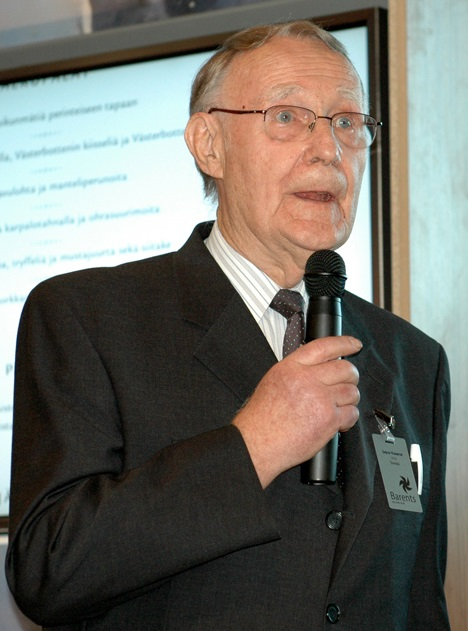
Ingvar Kamprad

| #    | Nom                                         | Fortune (en dollars américains) | Pays                | Résidence           | Entreprise ou secteur                                        |
| ---- | ------------------------------------------- | ------------------------------- | ------------------- | ------------------- | ------------------------------------------------------------ |
| 1    | Bill Gates                                  | $40.0 milliards                 | États-Unis          | États-Unis          | Microsoft                                                    |
| 2    | Warren Buffett                              | $37.0 milliards                 | États-Unis          | États-Unis          | Berkshire Hathaway                                           |
| 3    | Carlos Slim Helú                            | $35.0 milliards                 | Mexique             | Mexique             | Telmex, América Móvil                                        |
| 4    | Lawrence Ellison                            | $22.5 milliards                 | États-Unis          | États-Unis          | Oracle Corporation                                           |
| 5    | Ingvar Kamprad                              | $22.0 milliards                 | Suède               | Suisse              | IKEA                                                         |
| 6    | Karl Albrecht                               | $21.5 milliards                 | Allemagne           | Allemagne           | ALDI                                                         |
| 7    | Mukesh Ambani                               | $19.5 milliards                 | Inde                | Inde                | Reliance Industries                                          |
| 8    | Lakshmi Mittal                              | $19.3 milliards                 | Inde                | Royaume-Uni         | Arcelor Mittal                                               |
| 9    | Theo Albrecht                               | $18.8 milliards                 | Allemagne           | Allemagne           | ALDI                                                         |
| 10   | Amancio Ortega                              | $18.3 milliards                 | Espagne             | Espagne             | Inditex (Zara..)                                             |
| 11   | Jim Walton                                  | $17.8 milliards                 | États-Unis          | États-Unis          | Wal-Mart                                                     |
| 12   | Alice Walton                                | $17.6 milliards                 | États-Unis          | États-Unis          | Wal-Mart                                                     |
| 12   | Christy Walton                              | $17.6 milliards                 | États-Unis          | États-Unis          | Wal-Mart                                                     |
| 12   | S. Robson Walton                            | $17.6 milliards                 | États-Unis          | États-Unis          | Wal-Mart                                                     |
| 15   | Bernard Arnault                             | $16.5 milliards                 | France              | France              | LVMH                                                         |
| 16   | Li Ka-shing                                 | $16.2 milliards                 | Hong Kong           | Hong Kong           | Cheung Kong Holdings, Hutchison Whampoa                      |
| 17   | Michael Bloomberg                           | $16.0 milliards                 | États-Unis          | États-Unis          | Bloomberg L.P.                                               |
| 18   | Stefan Persson                              | $14.5 milliards                 | Suède               | Suède               | Hennes & Mauritz                                             |
| 19   | Charles Koch                                | $14.0 milliards                 | États-Unis          | États-Unis          | Koch Industries                                              |
| 19   | David H. Koch                               | $14.0 milliards                 | États-Unis          | États-Unis          | Koch Industries                                              |
| 21   | Liliane Bettencourt                         | $13.4 milliards                 | France              | France              | L'Oréal                                                      |
| 22   | Al-Walid ben Talal ben Abd al-Aziz Al Saoud | $13.3 milliards                 | Arabie saoudite     | Arabie saoudite     | Kingdom Holding Company, Citigroup                           |
| 23   | Michael Otto et sa famille                  | $13.2 milliards                 | Allemagne           | Allemagne           | Otto GmbH                                                    |
| 24   | David Thomson et sa famille                 | $13.0 milliards                 | Canada              | États-Unis          | Thomson Corp                                                 |
| 25   | Michael Dell                                | $12.3 milliards                 | États-Unis          | États-Unis          | Dell                                                         |
| 26   | Donald Bren                                 | $12.0 milliards                 | États-Unis          | États-Unis          | Irvine Company                                               |
| 26   | Sergey Brin                                 | $12.0 milliards                 | États-Unis          | États-Unis          | Google                                                       |
| 26   | Larry Page                                  | $12.0 milliards                 | États-Unis          | États-Unis          | Google                                                       |
| 29   | Steven Ballmer                              | $11.0 milliards                 | États-Unis          | États-Unis          | Microsoft                                                    |
| 29   | Gerald Cavendish Grosvenor                  | $11.0 milliards                 | Royaume-Uni         | Royaume-Uni         | Grosvenor Group                                              |
| 29   | George Soros                                | $11.0 milliards                 | États-Unis          | États-Unis          | Soros Fund Management                                        |
| 32   | Paul Allen                                  | $10.5 milliards                 | États-Unis          | États-Unis          | Microsoft                                                    |
| 32   | Raymond Kwok,Thomas,Walter                  | $10.5 milliards                 | Hong Kong           | Hong Kong           | Sun Hung Kai & Company                                       |
| 34   | Anil Ambani                                 | $10.1 milliards                 | Inde                | Inde                | Anil Dhirubhai Ambani Group                                  |
| 35   | Abigail Johnson                             | $10.0 milliards                 | États-Unis          | États-Unis          | Fidelity Investments                                         |
| 35   | Susanne Klatten                             | $10.0 milliards                 | Allemagne           | Allemagne           | BMW                                                          |
| 35   | Ronald Perelman                             | $10.0 milliards                 | États-Unis          | États-Unis          | Revlon                                                       |
| 35   | Hans Rausing                                | $10.0 milliards                 | Suède               | Royaume-Uni         | Tetra Laval                                                  |
| 39   | Birgit Rausing et sa famille                | $9.9 milliards                  | Suède               | Suisse              | Tetra Laval                                                  |
| 40   | Michele Ferrero                             | $9.5 milliards                  | Italie              | Monaco              | Ferrero                                                      |
| 40   | Mikhail Prokhorov                           | $9.5 milliards                  | Russie              | Russie              | Interros                                                     |
| 40   | Jack C. Taylor (en) et sa famille           | $9.5 milliards                  | États-Unis          | États-Unis          | Rent-A-Car                                                   |
| 43   | Mohammed Al Amoudi                          | $9.0 milliards                  | Arabie saoudite     | Arabie saoudite     | Corral Petroleum Holdings                                    |
| 43   | Anne Cox Chambers                           | $9.0 milliards                  | États-Unis          | États-Unis          | Cox Enterprises                                              |
| 43   | Carl Icahn                                  | $9.0 milliards                  | États-Unis          | États-Unis          | LBO                                                          |
| 43   | George Kaiser                               | $9.0 milliards                  | États-Unis          | États-Unis          | BOK Financial Corporation                                    |
| 43   | Lee Shau Kee                                | $9.0 milliards                  | Hong Kong           | Hong Kong           | Henderson Land Development                                   |
| 43   | Forest Mars Jr                              | $9.0 milliards                  | États-Unis          | États-Unis          | Mars Inc.                                                    |
| 43   | Jacqueline Mars                             | $9.0 milliards                  | États-Unis          | États-Unis          | Mars Inc.                                                    |
| 43   | John Mars                                   | $9.0 milliards                  | États-Unis          | États-Unis          | Mars Inc.                                                    |
| 51   | Roman Abramovich                            | $8.5 milliards                  | Russie              | Russie              | Millhouse Capital, Chelsea Football Club                     |
| 52   | Ernesto Bertarelli                          | $8.2 milliards                  | Suisse              | Suisse              | Serono                                                       |
| 52   | Philip Knight                               | $8.2 milliards                  | États-Unis          | États-Unis          | Nike Inc.                                                    |
| 54   | Nasser Al-Kharafi et sa famille             | $8.1 milliards                  | Koweït              | Koweït              | M.A. Al-Kharafi & Sons                                       |
| 55   | James Simons                                | $8.0 milliards                  | États-Unis          | États-Unis          | Renaissance Technologies                                     |
| 55   | Alain et Gérard Wertheimer                  | $8.0 milliards                  | France              | États-Unis          | Chanel                                                       |
| 57   | Abdul Aziz Al Ghurair et sa famille         | $7.8 milliards                  | Émirats arabes unis | Émirats arabes unis | MashreqBank                                                  |
| 57   | Vagit Alekperov                             | $7.8 milliards                  | Russie              | Russie              | Lukoil                                                       |
| 59   | Sunil Mittal                                | $7.7 milliards                  | Inde                | Inde                | Bharti Telecom                                               |
| 60   | François Pinault et sa famille              | $7.6 milliards                  | France              | France              | PPR                                                          |
| 61   | Eike Batista                                | $7.5 milliards                  | Brésil              | Brésil              | OGX                                                          |
| 62   | Mohamed Bin Issa Al Jaber                   | $7.0 milliards                  | Arabie saoudite     | Arabie saoudite     | MBI International                                            |
| 62   | Famille Mead                                | $7.9 milliards                  | Haïti               | Haïti               | Richesse Famille                                             |
| 62   | Edward Johnson III                          | $7.0 milliards                  | États-Unis          | États-Unis          | Fidelity Investments                                         |
| 62   | Ananda Krishnan                             | $7.0 milliards                  | Malaisie            | Malaisie            | Maxis Communications                                         |
| 62   | Robert Kuok                                 | $7.0 milliards                  | Malaisie            | Hong Kong           | Perlis Plantations Bhd                                       |
| 62   | Joseph Safra                                | $7.0 milliards                  | Brésil              | Brésil              | Safra Group                                                  |
| 68   | Jeffrey Bezos                               | $6.8 milliards                  | États-Unis          | États-Unis          | Amazon.com                                                   |
| 69   | August von Finck                            | $6.7 milliards                  | Allemagne           | Suisse              | Allianz                                                      |
| 70   | Silvio Berlusconi et sa famille             | $6.5 milliards                  | Italie              | Italie              | Fininvest                                                    |
| 71   | Leonardo del Vecchio                        | $6.3 milliards                  | Italie              | Italie              | Luxoticca                                                    |
| 71   | Curt Engelhorn                              | $6.3 milliards                  | Allemagne           | Suisse              | Roche                                                        |
| 71   | Mikhail Fridman                             | $6.3 milliards                  | Russie              | Russie              | Groupe Alfa                                                  |
| 74   | Sulaiman Al Rajhi                           | $6.2 milliards                  | Arabie saoudite     | Arabie saoudite     | Al-Rajhi Bank                                                |
| 75   | James Goodnight                             | $6.1 milliards                  | États-Unis          | États-Unis          | SAS Institute                                                |
| 76   | Iris Fontbona et sa famille                 | $6.0 milliards                  | Chili               | Chili               | Antofagasta                                                  |
| 76   | Petr Kellner                                | $6.0 milliards                  | République tchèque  | République tchèque  | PPF Generali Holding                                         |
| 76   | John Kluge                                  | $6.0 milliards                  | États-Unis          | États-Unis          | Metromedia                                                   |
| 76   | John Paulson                                | $6.0 milliards                  | États-Unis          | États-Unis          | investisseur, Wal-Mart                                       |
| 76   | Tadashi Yanai et sa famille                 | $6.0 milliards                  | Japon               | Japon               | Uniqlo                                                       |
| 81   | Dan Duncan                                  | $5.9 milliards                  | États-Unis          | États-Unis          | Enterprise Products                                          |
| 81   | Eliodoro Matte et sa famille                | $5.9 milliards                  | Chili               | Chili               | Empresas CMPC                                                |
| 83   | Alberto Baillères et sa famille             | $5.7 milliards                  | Mexique             | Mexique             | Industrias Peñoles                                           |
| 83   | Azim Premji                                 | $5.7 milliards                  | Inde                | Inde                | Wipro                                                        |
| 83   | Hansjörg Wyss                               | $5.7 milliards                  | Suisse              | États-Unis          | Synthes                                                      |
| 86   | Shashi & Ravi Ruia                          | $5.6 milliards                  | Inde                | Inde                | Essar Group                                                  |
| 87   | Steven Cohen                                | $5.5 milliards                  | États-Unis          | États-Unis          | SAC Capital                                                  |
| 87   | Ng Teng Fong                                | $5.5 milliards                  | Singapour           | Singapour           | Tsim Sha Tsui Properties                                     |
| 87   | Patrick Soon-Shiong                         | $5.5 milliards                  | États-Unis          | États-Unis          | Abraxis BioScience                                           |
| 90   | Serge Dassault et sa famille                | $5.4 milliards                  | France              | France              | Groupe Dassault                                              |
| 90   | Erivan Haub et sa famille                   | $5.4 milliards                  | Allemagne           | Allemagne           | Tengelmann Group                                             |
| 92   | Jorge Paulo Lemann                          | $5.3 milliards                  | Brésil              | Brésil              | Lojas Americanas                                             |
| 93   | Eli Broad                                   | $5.2 milliards                  | États-Unis          | États-Unis          | Kaufman & Broad                                              |
| 93   | Kunio Busujima et sa famille                | $5.2 milliards                  | Japon               | Japon               | Sankyo Co                                                    |
| 93   | Karl-Heinz Kipp                             | $5.2 milliards                  | Allemagne           | Suisse              | Massa                                                        |
| 93   | Vladimir Lisin                              | $5.2 milliards                  | Russie              | Russie              | Novolipetsk Steel                                            |
| 93   | Reinhold Wurth                              | $5.2 milliards                  | Allemagne           | Allemagne           | Wurth Group                                                  |
| 98   | Philip Anschutz                             | $5.0 milliards                  | États-Unis          | États-Unis          | The Anschutz Corporation                                     |
| 98   | Kirk Kerkorian                              | $5.0 milliards                  | Arménie             | États-Unis          | Tracinda Corporation                                         |
| 98   | Nicky Oppenheimer et sa famille             | $5.0 milliards                  | Afrique du Sud      | Afrique du Sud      | De Beers                                                     |
| 98   | David & Simon Reuben                        | $5.0 milliards                  | Royaume-Uni         | Royaume-Uni         | Immobilier,matières premières                                |
| 98   | Kushal Pal Singh                            | $5.0 milliards                  | Inde                | Inde                | DLF Group                                                    |
| 98   | Galen Weston et sa famille                  | $5.0 milliards                  | Canada              | Canada              | George Weston Ltd                                            |
| 104  | Mansour ben Zayed Al Nahyane                | $4.9 milliards                  | Émirats arabes unis | Émirats arabes unis | Pétrole                                                      |
| 105  | Philip & Cristina Green                     | $4.8 milliards                  | Royaume-Uni         | Royaume-Uni         | Bhs                                                          |
| 105  | Antonia Johnson                             | $4.8 milliards                  | Suède               | Suède               | Axel Johnson Group                                           |
| 107  | Klaus-Michael Kühne                         | $4.7 milliards                  | Allemagne           | Suisse              | Kuehne + Nagel                                               |
| 108  | Charlene de Carvalho-Heineken               | $4.6 milliards                  | Pays-Bas            | Royaume-Uni         | Heineken International                                       |
| 108  | Stefan Quandt                               | $4.6 milliards                  | Allemagne           | Allemagne           | BMW                                                          |
| 110  | Robert Bass                                 | $4.5 milliards                  | États-Unis          | États-Unis          | Oak Hill Capital                                             |
| 110  | David Geffen                                | $4.5 milliards                  | États-Unis          | États-Unis          | Dreamworks, Geffen Records                                   |
| 110  | Graeme Hart                                 | $4.5 milliards                  | Nouvelle-Zélande    | Nouvelle-Zélande    | SIG                                                          |
| 110  | James Kennedy                               | $4.5 milliards                  | États-Unis          | États-Unis          | Cox Enterprises                                              |
| 110  | Paul Milstein et sa famille                 | $4.5 milliards                  | États-Unis          | États-Unis          | Milstein Properties                                          |
| 110  | Blair Parry-Okedon                          | $4.5 milliards                  | États-Unis          | Australie           | Cox Enterprises                                              |
| 110  | Henry Ross Perot                            | $4.5 milliards                  | États-Unis          | États-Unis          | Electronic Data Systems                                      |
| 110  | Hasso Plattner                              | $4.5 milliards                  | Allemagne           | Allemagne           | SAP AG                                                       |
| 110  | Hiroshi Yamauchi                            | $4.5 milliards                  | Japon               | Japon               | Nintendo                                                     |
| 110  | Alexander Abramov                           | $4.4 milliards                  | Russie              | Russie              | Evraz Group                                                  |
| 119  | Richard Devos                               | $4.4 milliards                  | États-Unis          | États-Unis          | Alticor                                                      |
| 119  | Eric Schmidt                                | $4.4 milliards                  | États-Unis          | États-Unis          | Google                                                       |
| 122  | Leonid Fedun                                | $4.3 milliards                  | Russie              | Russie              | Lukoil                                                       |
| 122  | Alexei Mordashov                            | $4.3 milliards                  | Russie              | Russie              | Severstal                                                    |
| 124  | Kumar Birla                                 | $4.2 milliards                  | Inde                | Inde                | Aditya Birla Group                                           |
| 124  | Michael Kadoorie et sa famille              | $4.2 milliards                  | Hong Kong           | Hong Kong           | CLP Group                                                    |
| 124  | Akira Mori et sa famille                    | $4.2 milliards                  | Japon               | Japon               | Mori Trust Co., Ltd                                          |
| 124  | Robert Rowling                              | $4.2 milliards                  | États-Unis          | États-Unis          | Chevron                                                      |
| 124  | Ricardo Salinas Pliego                      | $4.2 milliards                  | Mexique             | Mexique             | Grupo Elektra                                                |
| 124  | Dennis Washington                           | $4.2 milliards                  | États-Unis          | États-Unis          | Washington Group International                               |
| 124  | Karl Wlaschek                               | $4.2 milliards                  | Autriche            | Autriche            | REWE Group                                                   |
| 131  | Johanna Quandt                              | $4.1 milliards                  | Allemagne           | Allemagne           | BMW                                                          |
| 132  | Leonard Blavatnik                           | $4.0 milliards                  | États-Unis          | Royaume-Uni         | TNK-BP                                                       |
| 132  | Cheng Yu-Tun                                | $4.0 milliards                  | Hong Kong           | Hong Kong           | New World Development                                        |
| 132  | John Fredriksen                             | $4.0 milliards                  | Chypre              | Royaume-Uni         | Frontline Ltd.                                               |
| 132  | German Khan                                 | $4.0 milliards                  | Russie              | Russie              | Alfa-Eco                                                     |
| 132  | Joseph Lau                                  | $4.0 milliards                  | Hong Kong           | Hong Kong           | Chinese Estates Holdings                                     |
| 132  | Richard leFrak et sa famille                | $4.0 milliards                  | États-Unis          | États-Unis          | The LeFrak Organization                                      |
| 132  | John Menard Jr.                             | $4.0 milliards                  | États-Unis          | États-Unis          | Menards                                                      |
| 132  | Rupert Murdoch                              | $4.0 milliards                  | États-Unis          | États-Unis          | News Corp                                                    |
| 132  | Donald Newhouse                             | $4.0 milliards                  | États-Unis          | États-Unis          | Condé Nast Publications                                      |
| 132  | Samuel Newhouse Jr                          | $4.0 milliards                  | États-Unis          | États-Unis          | Condé Nast Publications                                      |
| 132  | Sammy Ofer et sa famille                    | $4.0 milliards                  | Israël              | Monaco              | Israël Corp                                                  |
| 132  | Ira Rennert                                 | $4.0 milliards                  | États-Unis          | États-Unis          | Renco Group                                                  |
| 132  | Julio Mario Santo Domingo                   | $4.0 milliards                  | Colombie            | Colombie            | Empresarial Bavaria                                          |
| 132  | Leonard Stern                               | $4.0 milliards                  | États-Unis          | États-Unis          | Hartz Mountain Pet Products                                  |
| 146  | Charles Ergen                               | $3.9 milliards                  | États-Unis          | États-Unis          | Dish Network Corporation                                     |
| 146  | Famille Irving                              | $3.9 milliards                  | Canada              | Canada              | Irving Oil                                                   |
| 146  | Harold Simmons                              | $3.9 milliards                  | États-Unis          | États-Unis          | LBO                                                          |
| 149  | Henry Sy et sa famille                      | $3.8 milliards                  | Chine               | Philippines         | SM Group                                                     |
| 149  | Gustavo Cisneros et sa famille              | $3.8 milliards                  | Venezuela           | Venezuela           | Venevision International,Univision                           |
| 149  | Spiro Latsis et sa famille                  | $3.8 milliards                  | Grèce               | Suisse              | EFG Bank Group                                               |
| 151  | Bernard Ecclestone et sa famille            | $3.7 milliards                  | Royaume-Uni         | Royaume-Uni         | Formula One Group                                            |
| 151  | Eitaro Itoyama                              | $3.7 milliards                  | Japon               | Japon               | TV Tokyo                                                     |
| 151  | Dietrich Mateschitz                         | $3.7 milliards                  | Autriche            | Autriche            | Red Bull                                                     |
| 151  | Masayoshi Son                               | $3.7 milliards                  | Japon               | Japon               | Softbank                                                     |
| 151  | Chaleo Yoovidhya                            | $3.7 milliards                  | Thaïlande           | Thaïlande           | Red Bull                                                     |
| 156  | Pauline MacMillan Keinath                   | $3.6 milliards                  | États-Unis          | États-Unis          | Cargill                                                      |
| 156  | Cargill MacMillan Jr                        | $3.6 milliards                  | États-Unis          | États-Unis          | Cargill                                                      |
| 156  | Whitney MacMillan                           | $3.6 milliards                  | États-Unis          | États-Unis          | Cargill                                                      |
| 156  | Pierre Omidyar                              | $3.6 milliards                  | États-Unis          | États-Unis          | eBay                                                         |
| 156  | Marion MacMillan Pictet                     | $3.6 milliards                  | États-Unis          | États-Unis          | Cargill                                                      |
| 156  | Anton Schlecker                             | $3.6 milliards                  | Allemagne           | Allemagne           | Schlecker                                                    |
| 156  | Andreas Strungmann                          | $3.6 milliards                  | Allemagne           | Allemagne           | Hexal AG                                                     |
| 156  | Thomas Strungmann                           | $3.6 milliards                  | Allemagne           | Allemagne           | Hexal AG                                                     |
| 164  | William Cook                                | $3.5 milliards                  | États-Unis          | États-Unis          | Cook Group                                                   |
| 164  | Oleg Deripaska                              | $3.5 milliards                  | Russie              | Russie              | Rusal                                                        |
| 164  | Stanley Druckenmiller                       | $3.5 milliards                  | États-Unis          | États-Unis          | Duquesne Capital Management                                  |
| 164  | Harold Hamm                                 | $3.5 milliards                  | États-Unis          | États-Unis          | Continental Resources                                        |
| 164  | Saleh Kamel                                 | $3.5 milliards                  | Arabie saoudite     | Arabie saoudite     | Al Baraka Banking Group                                      |
| 164  | Bruce Kovner                                | $3.5 milliards                  | États-Unis          | États-Unis          | Caxton Global Investments                                    |
| 164  | Nobutada Saji et sa famille                 | $3.5 milliards                  | Japon               | Japon               | Suntory                                                      |
| 164  | Maria-Elisabeth & Georg Schaeffler          | $3.5 milliards                  | Allemagne           | Allemagne           | Schaeffler Group                                             |
| 164  | Charles Schwab                              | $3.5 milliards                  | États-Unis          | États-Unis          | Charles Schwab Corporation                                   |
| 164  | Stef Wertheimer et sa famille               | $3.5 milliards                  | Israël              | Israël              | Iscar                                                        |
| 164  | Aloys Wobben                                | $3.5 milliards                  | Allemagne           | Allemagne           | Enercon                                                      |
| 164  | Daniel Ziff                                 | $3.5 milliards                  | États-Unis          | États-Unis          | Ziff Brothers Investments                                    |
| 164  | Dirk Ziff                                   | $3.5 milliards                  | États-Unis          | États-Unis          | Ziff Brothers Investments                                    |
| 164  | Robert Ziff                                 | $3.5 milliards                  | États-Unis          | États-Unis          | Ziff Brothers Investments                                    |
| 178  | Sheldon Adelson                             | $3.4 milliards                  | États-Unis          | États-Unis          | Las Vegas Sands                                              |
| 178  | Jeronimo Arango                             | $3.4 milliards                  | Mexique             | Mexique             | Walmex                                                       |
| 178  | Heinz-Horst Deichmann                       | $3.4 milliards                  | Allemagne           | Allemagne           | Deichmann-Schuhe GmbH                                        |
| 178  | Steve Jobs                                  | $3.4 milliards                  | États-Unis          | États-Unis          | Apple,Pixar                                                  |
| 178  | Hiroshi Mikitani                            | $3.4 milliards                  | Japon               | Japon               | Rakuten                                                      |
| 183  | Saleh Al Rajhi                              | $3.3 milliards                  | Arabie saoudite     | Arabie saoudite     | Al Rajhi Bank                                                |
| 183  | Américo Amorim                              | $7.0 milliards                  | Portugal            | Portugal            | Corticeira Amorim                                            |
| 183  | Charles Cadogan et sa famille               | $4.7 milliards                  | Royaume-Uni         | Royaume-Uni         | Foncier                                                      |
| 183  | Adi Godrej et sa famille                    | $3.3 milliards                  | Inde                | Inde                | Godrej Group                                                 |
| 183  | Iskander Makhmudov                          | $3.3 milliards                  | Russie              | Russie              | Uralskaya Gorno-Metallurgicheskaya Kompaniya                 |
| 183  | David Murdock                               | $3.3 milliards                  | États-Unis          | États-Unis          | Dole Food Company                                            |
| 183  | Tsai Wan-Tsai et sa famille                 | $3.3 milliards                  | Taïwan              | Taïwan              | Fubon Group                                                  |
| 183  | Ty Warner                                   | $3.3 milliards                  | États-Unis          | États-Unis          | Beanie Babies                                                |
| 191  | Jean-Claude Decaux et sa famille            | $3.2 milliards                  | France              | France              | JCDecaux                                                     |
| 191  | Boris Ivanishvili                           | $3.2 milliards                  | Russie              | Géorgie             | Rossiysky Kredit Bank                                        |
| 191  | Richard Kinder                              | $3.2 milliards                  | États-Unis          | États-Unis          | Knight Inc                                                   |
| 191  | Theodore Lerner                             | $3.2 milliards                  | États-Unis          | États-Unis          | Lerner Enterprises                                           |
| 191  | Stephen Ross                                | $3.2 milliards                  | États-Unis          | États-Unis          | Related Companies                                            |
| 196  | Lester Crown et sa famille                  | $3.1 milliards                  | États-Unis          | États-Unis          | General Dynamics                                             |
| 196  | Aloysio de Andrade Faria                    | $3.1 milliards                  | Brésil              | Brésil              | Banco Alfa,Agropalma                                         |
| 196  | Stein Erik Hagen et sa famille              | $3.1 milliards                  | Norvège             | Norvège             | Canica                                                       |
| 196  | Bradley Hughes                              | $3.1 milliards                  | États-Unis          | États-Unis          | Public Storage                                               |
| 196  | Suleiman Kerimov                            | $3.1 milliards                  | Russie              | Russie              | Gazprom, Sberbank                                            |
| 196  | Alexei Kuzmichev                            | $3.1 milliards                  | Russie              | Russie              | Alfa Group                                                   |
| 196  | Dmitry Rybolovlev                           | $3.1 milliards                  | Russie              | Russie              | Uralkali                                                     |
| 196  | John Sall                                   | $3.1 milliards                  | États-Unis          | États-Unis          | SAS Institute                                                |
| 196  | Nassef Sawiris                              | $3.1 milliards                  | Égypte              | Égypte              | Orascom Telecom Holding                                      |
| 205  | Majid Al Futtaim                            | $3.0 milliards                  | Émirats arabes unis | Émirats arabes unis | MAF Holding                                                  |
| 205  | Ronald Burkle                               | $3.0 milliards                  | États-Unis          | États-Unis          | Yucaipa Companies                                            |
| 205  | Robert Holding                              | $3.0 milliards                  | États-Unis          | États-Unis          | Sinclair Oil                                                 |
| 205  | Heidi Horten                                | $3.0 milliards                  | Autriche            | Autriche            | Grande distribution                                          |
| 205  | Henry Kravis                                | $3.0 milliards                  | États-Unis          | États-Unis          | Kohlberg Kravis Roberts & Co.                                |
| 205  | E Stanley Kroenke                           | $3.0 milliards                  | États-Unis          | États-Unis          | Wal-Mart                                                     |
| 205  | Lee Kun-Hee                                 | $3.0 milliards                  | Corée du Sud        | Corée du Sud        | Samsung Group                                                |
| 205  | Liu Yongxing                                | $3.0 milliards                  | Chine               | Hong Kong           | East Hope Group                                              |
| 205  | George Lucas                                | $3.0 milliards                  | États-Unis          | États-Unis          | Lucas Film                                                   |
| 205  | Naguib Sawiris                              | $3.0 milliards                  | Égypte              | Égypte              | Orascom Telecom Holding                                      |
| 205  | Dilip Shanghvi                              | $3.0 milliards                  | Inde                | Inde                | Sun Pharma                                                   |
| 205  | John Sobrato et sa famille                  | $3.0 milliards                  | États-Unis          | États-Unis          | Sobrato Development                                          |
| 205  | Steven Spielberg                            | $3.0 milliards                  | États-Unis          | États-Unis          | Production cinématographique                                 |
| 205  | Dorothea Steinbruch et sa famille           | $3.0 milliards                  | Brésil              | Brésil              | Hon Hai Precision Industry                                   |
| 205  | Heinz Hermann et sa famille                 | $3.0 milliards                  | Allemagne           | Allemagne           | Knorr-Bremse AG                                              |
| 205  | Samuel Zell                                 | $3.0 milliards                  | États-Unis          | États-Unis          | Equity Group Investments                                     |
| 221  | Micky Arison                                | $2.9 milliards                  | États-Unis          | États-Unis          | Carnival Cruise Lines                                        |
| 221  | Bahaa Hariri                                | $2.9 milliards                  | Suisse              | Suisse              | Bahaa's Horizon Development                                  |
| 221  | Husnu Ozyegin                               | $2.9 milliards                  | Turquie             | Turquie             | Finansbank                                                   |
| 224  | Saif Al Ghurair et sa famille               | $2.8 milliards                  | Émirats arabes unis | Émirats arabes unis | Al Ghurair Group                                             |
| 224  | Giorgio Armani                              | $2.8 milliards                  | Italie              | Italie              | Giorgio Armani                                               |
| 224  | Antonio Ermirio de Moraes et sa famille     | $2.8 milliards                  | Brésil              | États-Unis          | Grupo Votorantim                                             |
| 224  | Simon Halabi                                | $2.8 milliards                  | Royaume-Uni         | Royaume-Uni         | Esporta                                                      |
| 224  | Michael Herz                                | $2.8 milliards                  | Allemagne           | Allemagne           | Beiersdorf AG,Maxingvest AG                                  |
| 224  | Wolfgang Herz                               | $2.8 milliards                  | Allemagne           | Allemagne           | Beiersdorf AG,Maxingvest AG                                  |
| 224  | Paul Tudor Jones II                         | $2.8 milliards                  | États-Unis          | États-Unis          | Tudor Investment Corp                                        |
| 224  | Mehmet Emin Karamehmet                      | $2.8 milliards                  | Turquie             | Turquie             | Turkish ADR                                                  |
| 224  | Ralph Lauren                                | $2.8 milliards                  | États-Unis          | États-Unis          | Polo Ralph Lauren                                            |
| 224  | Hermann Schnabel                            | $2.8 milliards                  | Allemagne           | Allemagne           | Helm AG                                                      |
| 234  | Shari Arison                                | $2.7 milliards                  | Israël              | Israël              | Bank Hapoalim                                                |
| 234  | John Arnold                                 | $2.7 milliards                  | États-Unis          | États-Unis          | Centaurus Energy                                             |
| 234  | Martin et Olivier Bouygues                  | $2.7 milliards                  | France              | France              | Bouygues                                                     |
| 234  | Walter Haefner                              | $2.7 milliards                  | Suisse              | Suisse              | Automation Center A.G                                        |
| 234  | Otto Happel                                 | $2.7 milliards                  | Allemagne           | Suisse              | MG Technologies                                              |
| 234  | Savitri Jindal et sa famille                | $2.7 milliards                  | Inde                | Inde                | O.P. Jindal Group                                            |
| 234  | Lee Shin Cheng                              | $2.7 milliards                  | Malaisie            | Malaisie            | IOI Group                                                    |
| 234  | Frank Lowy                                  | $2.7 milliards                  | Australie           | Australie           | Westfield Group                                              |
| 234  | Thomas Schmidheiny                          | $2.7 milliards                  | Suisse              | Suisse              | Holcim                                                       |
| 234  | Oprah Winfrey                               | $2.7 milliards                  | États-Unis          | États-Unis          | The Oprah Winfrey Network                                    |
| 234  | Zhang Jindong                               | $2.7 milliards                  | Chine               | Chine               | Suning Appliance                                             |
| 246  | Otto Beisheim                               | $2.6 milliards                  | Allemagne           | Suisse              | Metro AG                                                     |
| 246  | Paul Desmarais                              | $2.6 milliards                  | Canada              | Canada              | Power Corp                                                   |
| 246  | Barbara Piasecka Johnson                    | $2.6 milliards                  | États-Unis          | Monaco              | Johnson & Johnson                                            |
| 246  | Ann Walton Kroenke                          | $2.6 milliards                  | États-Unis          | États-Unis          | Wal-Mart                                                     |
| 246  | German Larrea Mota-Velasco et sa famille    | $2.6 milliards                  | Mexique             | Mexique             | Grupo Mexico                                                 |
| 246  | Sergio Mantegazza                           | $2.6 milliards                  | Suisse              | Suisse              | Globus & Cosmos                                              |
| 246  | Rosalia Mera                                | $2.6 milliards                  | Espagne             | Espagne             | Zara                                                         |
| 246  | Gordon Moore                                | $2.6 milliards                  | États-Unis          | États-Unis          | Intel Corp                                                   |
| 246  | Victor Pinchuk                              | $2.6 milliards                  | Ukraine             | Ukraine             | Interpipe,Ukrsotsbank                                        |
| 246  | George Roberts                              | $2.6 milliards                  | États-Unis          | États-Unis          | Kohlberg Kravis Roberts & Co.                                |
| 246  | Michaekl & Rainer Schmidt-Ruthenbeck        | $2.6 milliards                  | Allemagne           | Allemagne           | Metro AG                                                     |
| 246  | Malvinder et Shivinder Singh                | $2.6 milliards                  | Inde                | Inde                | Ranbaxy Laboratories                                         |
| 246  | Tsai Eng-meng                               | $2.6 milliards                  | Taïwan              | Taïwan              | Want Want                                                    |
| 246  | Peter Woo et sa famille                     | $2.6 milliards                  | Hong Kong           | Hong Kong           | Wheelock & Co                                                |
| 246{ | Zhou Chengjian                              | $2.6 milliards                  | Chine               | Chine               | Metersbonwe                                                  |
| 261  | Riley Bechtel                               | $2.5 milliards                  | États-Unis          | États-Unis          | Bechtel Group                                                |
| 261  | Stephen Bechtel Jr                          | $2.5 milliards                  | États-Unis          | États-Unis          | Bechtel Group                                                |
| 261  | Richard Branson                             | $2.5 milliards                  | Royaume-Uni         | Royaume-Uni         | Virgin                                                       |
| 261  | Edgar Bronfman Sr                           | $2.5 milliards                  | États-Unis          | États-Unis          | Distillers Corp                                              |
| 261  | Ray Dalio                                   | $2.5 milliards                  | États-Unis          | États-Unis          | Bridgewater Associates                                       |
| 261  | Aliko Dangote                               | $2.5 milliards                  | Nigeria             | Nigeria             | Dangote Group                                                |
| 261  | John Paul DeJoria                           | $2.5 milliards                  | États-Unis          | États-Unis          | John Paul Mitchell Systems, Patron Spirits                   |
| 261  | Ray Lee Hunt                                | $2.5 milliards                  | États-Unis          | États-Unis          | Hunt Petroleum                                               |
| 261  | Charles Johnson                             | $2.5 milliards                  | États-Unis          | États-Unis          | Franklin Resources                                           |
| 261  | Guy Laliberte                               | $2.5 milliards                  | Canada              | Canada              | Cirque du Soleil                                             |
| 261  | Joseph Lewis                                | $2.5 milliards                  | Royaume-Uni         | Bahamas             | Tavistock Group                                              |
| 261  | Liu Yonghao                                 | $2.5 milliards                  | Chine               | Chine               | New Hope Group                                               |
| 261  | Pallonji Mistry                             | $2.5 milliards                  | Irlande             | Inde                | Tata Sons                                                    |
| 261  | Reinhard Mohn et sa famille                 | $2.5 milliards                  | Allemagne           | Allemagne           | Bertelsmann AG                                               |
| 261  | James Packer                                | $2.5 milliards                  | Australie           | Australie           | Publishing and Broadcasting Limited                          |
| 261  | Viktor Rashnikov                            | $2.5 milliards                  | Russie              | Russie              | Magnitogorsk Iron and Steel Works                            |
| 261  | Haim Saban                                  | $2.5 milliards                  | israël              | États-Unis          | Fox Family Channel                                           |
| 261  | Stephan Schmidheiny                         | $2.5 milliards                  | Suisse              | Suisse              | Investissement                                               |
| 261  | Stephen Schwarzman                          | $2.5 milliards                  | États-Unis          | États-Unis          | Blackstone Group                                             |
| 261  | Bernard Sherman                             | $2.5 milliards                  | Canada              | Canada              | Apotex                                                       |
| 261  | David Sun                                   | $2.5 milliards                  | États-Unis          | États-Unis          | Kingston Technology                                          |
| 261  | Takemitsu Takizaki                          | $2.5 milliards                  | Japon               | Japon               | Keyence Corp                                                 |
| 261  | Teh Hong Piow                               | $2.5 milliards                  | Malaisie            | Malaisie            | Public Bank                                                  |
| 261  | John Tu                                     | $2.5 milliards                  | États-Unis          | États-Unis          | Kingston Technology                                          |
| 285  | Bernard Broermann                           | $2.4 milliards                  | Allemagne           | Allemagne           | Asklepios                                                    |
| 285  | Clive Calder                                | $2.4 milliards                  | Royaume-Uni         | Îles Caïmans        | Zomba Recordings                                             |
| 285  | Lucio Tan et sa famille                     | $2.3 milliards                  | Philippines         | Philippines         | Bierre, Banque, Université...                                |
| 285  | Albert Frere                                | $2.4 milliards                  | Belgique            | Belgique            | Groupe Bruxelles Lambert, Compagnie nationale à portefeuille |
| 285  | Alain Mérieux                               | $2.4 milliards                  | France              | France              | BioMerieux                                                   |
| 285  | Leonid Mikhelson                            | $2.4 milliards                  | Russie              | Russie              | Gazprom                                                      |
| 285  | Sergei Popov                                | $2.4 milliards                  | Russie              | Russie              | TMK,SUEK                                                     |
| 285  | Luis Carlos Sarmiento                       | $2.4 milliards                  | Colombie            | Colombie            | AV Villas Banking                                            |
| 285  | Glen Taylor                                 | $2.4 milliards                  | États-Unis          | États-Unis          | Taylor Corp                                                  |